# استان جنوبگان شیلی
استان جنوبگان شیلی (به اسپانیایی: Provincia Antártica Chilena) جنوبی‌ترین استان در میان چهار استان شیلی است که در منطقه ماژلان و جنوبگان شیلی که جنوبی‌ترین منطقه در میان مناطق شیلی است، واقع شده‌است.
مرکز این استان پوئرتو ویلیامز است و این منطقه جنوبی‌ترین بخش‌های جزیره بزرگ تیرا دل فوئگو و جزایر جنوب و غرب آن (جزایر دیگو رامیرز) و مناطق مورد ادعای شیلی در جنوبگان را در بر می‌گیرد.
استان جنوبگان شیلی ۱٬۲۶۵٬۸۵۳٫۷ کیلومتر مربع مساحت و ۱٬۷۹۲ نفر جمعیت دارد.